# مكتب المعايير في التعليم خدمات الأطفال ومهاراتهم (أوفستيد)
مكتب المعايير في التعليم خدمات الأطفال ومهاراتهم (أوفستيد) هو قسم غير وزاري تابع لحكومة المملكة المتحدة، يقدم تقاريره إلى البرلمان.
المكتب مسؤول عن تفتيش مجموعة من المؤسسات التعليمية، بما في ذلك المدارس الحكومية وبعض المدارس المستقلة. كما يتفقد وكالات رعاية الأطفال والتبني والرعاية والتدريب الأولي للمعلمين، وينظم مجموعة من خدمات الرعاية الاجتماعية للأطفال في السنوات الأولى.
في عام 1833 وافق البرلمان على منحة سنوية للجمعية الوطنية (كنيسة إنجلترا وكنيسة ويلز) للنهوض بالتعليم وجمعية المدارس البريطانية والأجنبية والتي قدمت على التوالي مدارس كنيسة إنجلترا ومدارس ابتدائية غير طائفية للأطفال الفقراء. في عام 1837 تم تعيين اثنين من مفتشي المدارس، سيمور تريمينهيري والقس جون ألين، لمراقبة فعالية المنحة.
أكد الدكتور جيمس كاي شاتلوورث الذي كان آنذاك أمين لجنة التعليم في المجلس الخاص للملكة المتحدة أن المفتشين قد تم تعيينهم بأمر من المجلس (هو نوع من التشريعات في العديد من البلدان، وخاصة عوالم الكومنولث) لحماية استقلالهم. تم تمديد نظام المنح والتفتيش في عام 1847 ليشمل المدارس الابتدائية للروم الكاثوليك التي أنشأتها لجنة مدارس الفقراء الكاثوليكية. تم تنظيم المفتشين على أسس طائفية، وكان للكنائس رأي في اختيار المفتشين حتى عام 1876، عندما أعيد تنظيم المفتشية حسب المنطقة.